# بارنارد (داکوتای جنوبی)
بارنارد (به انگلیسی: Barnard) یک منطقهٔ مسکونی در ایالات متحده آمریکا است که در شهرستان براون، داکوتای جنوبی واقع شده‌است.